# Zhengyangshan (sockenhuvudort i Kina, Heilongjiang Sheng, lat 49,24, long 126,99)
Zhengyangshan (kinesiska: 正阳山, 正阳山乡) är en sockenhuvudort i Kina. Den ligger i provinsen Heilongjiang, i den nordöstra delen av landet, omkring 390 kilometer norr om provinshuvudstaden Harbin. Antalet invånare är 5 350. Befolkningen består av 2 572 kvinnor och 2 778 män. Barn under 15 år utgör 12,0 %, vuxna 15-64 år 81 %, och äldre över 65 år 5,0 %.
Runt Zhengyangshan är det ganska glesbefolkat, med 34 invånare per kvadratkilometer. Zhengyangshan är det största samhället i trakten. Omgivningarna runt Zhengyangshan är en mosaik av jordbruksmark och naturlig växtlighet.
Genomsnittlig årsnederbörd är 976 millimeter. Den regnigaste månaden är juli, med i genomsnitt 230 mm nederbörd, och den torraste är januari, med 11 mm nederbörd.